# Verena Gassner
Verena Gassner (* 2. Juli 1956 in Wien) ist eine österreichische Klassische Archäologin.

## Leben
Verena Gassner besuchte von 1962 bis 1965 die Volksschule in Grinzing und von 1966 bis 1974 das 1. BG XIX in Wien (neusprachlicher Zweig). Sie absolvierte von 1974 bis 1982 ein Doktoratsstudium der Klassischen Archäologie und der Klassischen Philologie an der Universität Wien, wo sie bei Hermann Vetters promoviert wurde. Von 1982 bis 1991 war sie an der Österreichischen Akademie der Wissenschaften (Limes-Kommission bzw. deren Nachfolgeinstitutionen) für das Projekt Carnuntum-Mühläcker beschäftigt. 1991 war sie Sekretärin an der Limes-Kommission der Österreichischen Akademie der Wissenschaften. An den Grabungen in Elea nahm sie 1991 teil. Von 1992 bis 1996 war sie als halbtägige Vertragsassistentin am Institut für Klassische Archäologie der Universität angestellt. Von 1997 bis 2002 leitete sie stellvertretend die Grabung in Velia und eigenständig die Grabungen an den Stadtmauern. Als Universitätsassistentin war sie von 1996 bis 2001 am Institut für Klassische Archäologie der Universität Wien tätig. Ab März 2000 leitet sie die Arbeitsgruppe Carnuntum Canabaeforschung am Institut für Kulturgeschichte der Antike an der Österreichischen Akademie der Wissenschaften. Sie übernahm 2002 die Grabungsleitung in Velia mit einer Konzentration der Forschungstätigkeit auf den zentralen Höhenrücken der Stadt (Befestigungsanlage, Heiligtümer). Die Forschungen werden durch FWF-Projekte sowie einen Konsulenzvertrag mit der Soprintendenza per i Beni Archeologici delle Province Salerno, Benevento e Avellino als Vorbereitung zum Ausbau des Parco Archeologico di Velia finanziert. Nach der Habilitation 2001 für das Fach Klassische Archäologie an der Universität Wien lehrte sie im Wintersemester 2004/2005 als Gastprofessorin in Graz. Von 2008 bis 2010 wirkte sie im FWF-geförderten Projekt zur Erstellung der Internetdatenbank Facem (Fabrics in the Central Mediterranean) in Kooperation mit CHC Salzburg (Realisierung) und Roald Docter, Universität Gent (punische Archäologie, Karthago), mit. Sie nahm 2008 am Projekt Apollonia (Albanien) des Nationalen Instituts Tirana (Bashkim Lahi) in Kooperation mit dem Deutschen Archäologischen Institut Rom (Henner von Hesberg und Manuel Fiedler) teil. Sie nahm 2010 an einem Survey der Mimar Sinan Üniversitesi (Christine Özgan) in Kolophon (Vorbereitungskampagne) teil. Von 2011 bis 2013 arbeitete sie am FWF-Projekt P 23257 – G21 Die Heiligtümer der spätarchaischen und klassischen Zeit in Velia: Von der Akropolis zur Zeusterrasse mit. Von 2010 bis 2013 war sie am FWF-Projekt P 22903 G02 Cult and rituals in the sanctuary of Iuppiter Heliopolitanus at Carnuntum am IKant der ÖAW tätig.
Thematische Schwerpunkte sind die Erforschung von Heiligtümern (Velia, Heiligtum des Iuppiter Heliopolitanus in Carnuntum, Felsspalttempel in Ephesos), urbanistische Frage der Entwicklung von Städten und Siedlungen (Velia, Kolophon, Carnuntum), die Problematik von kulturellen Kontakten und Akkulturation und Wirtschaftsarchäologie, besonders in Verbindung mit der Keramikforschung sowie der Erforschung von römischen Villen (Noricum).

## Schriften (Auswahl)
- Die Kaufläden in Pompeii (= Dissertationen der Universität Wien. Band 178). VWGÖ, Wien 1986, ISBN 3-85369-643-0 (Dissertation, Wien 1982).
- mit Roman Sauer: Archäometrische Untersuchungen zur Keramikproduktion in Carnuntum. Vorläufige Ergebnisse (= Der Römische Limes in Österreich. Heft 37). Verlag der Österreichischen Akademie der Wissenschaften, Wien 1991, ISBN 3-7001-1887-2.
- Das Südtor der Tetragonos Agora. Keramik und Kleinfunde (= Forschungen in Ephesos. Band 13, 1, 1). Verlag der Österreichischen Akademie der Wissenschaften, Wien 1997, ISBN 3-7001-2630-1.
- mit Christine Ertel, Sonja Jilek und Herma Stiglitz: Untersuchungen zu den Gräberfeldern in Carnuntum. Band 1: Der archäologische Befund (= Der Römische Limes in Österreich. Band 40). Verlag der Österreichischen Akademie der Wissenschaften, Wien 1999, ISBN 3-7001-2782-0.
- mit Roman Sauer, Herma Stiglitz, Heinrich Zabehlicky, Stefan Groh, Sonja Jilek, Alice Kaltenberger, Wolfgang Pietsch: Das Kastell Mautern-Favianis (= Der Römische Limes in Österreich. Heft 39). Verlag der Österreichischen Akademie der Wissenschaften, Wien 2000, ISBN 3-7001-2781-2.

Herausgeber
- mit Sabine Ladstätter, Barbara Brandt: Synergia. Festschrift für Friedrich Krinzinger. Phoibos-Verl, Wien 2005, Band 1, ISBN 3-901232-61-3; Band 2, ISBN 3-901232-62-1.
- mit Marion Meyer: Standortbestimmung. Akten des 12. Österreichischen Archäologentages am Institut für Klassische Archäologie der Universität Wien 28. 2. – 1. 3. 2008 in Wien (= Wiener Forschungen zur Archäologie. Band 13). Phoibos-Verlag, Wien 2010, ISBN 978-3-85161-015-4.
- mit Beatrix Bastl, Ulrike Muss: Zeitreisen. Palmyra – Syrien – Rom. Festschrift für Andreas Schmidt-Colinet. Phoibos-Verlag, Wien 2010, ISBN 978-3-85161-038-3.
- mit Andreas Pülz: Der römische Limes in Österreich. Führer zu den archäologischen Denkmälern. Verlag der Österreichischen Akademie der Wissenschaften, Wien 2015, ISBN 978-3-7001-7787-6.